# Эркин-Тоо
Эркин-Тоо (кирг. Эркин-Тоо) — село в Узгенском районе Ошской области Кыргызстана. Входит в состав Кызыл-Тооского аильного округа. Код СОАТЕ — 41706  255 847 50 0

## Население
По данным переписи 2023 года, в селе проживало 2 450 человек.